# KBS 뉴스 (1050) (KBS 2TV)
《KBS 뉴스 (1050)》(KBS NEWS (1050))는 KBS 2TV에서 1987년 3월 1일부터 2004년 12월 31일까지 매일 오전 10시 50분에 방송되었던 KBS 2TV의 아침의 오전 단신 뉴스 프로그램이다.

## 개요
- 주요 뉴스의 속보성으로 신속하게 전하여 휴일에 방송된 KBS 2TV의 아침 및 오전 이후 뉴스 프로그램이다.
- 방송 상의 명칭은 KBS 2TV 뉴스, KBS 뉴스(2TV), KBS 뉴스와 인터넷 홈페이지 타이틀 명인 KBS 2TV 뉴스, KBS 뉴스(2TV)로 부른다.

## 방송 시간
- KBS 2TV에서만 KBS 2TV 뉴스, KBS 뉴스(2TV)로 10분 정도 방송되었다.

| 방송 채널 | 방송 기간                         | 방송 시간                            | 비고  |
| --------- | --------------------------------- | ------------------------------------ | ----- |
| KBS 2TV   | 1987년 3월 1일 ~ 2004년 12월 31일 | 매일 오전 10시 50분 ~ 낮 11시 (10분) | [ 1 ] |

## 역대 앵커
- 박현우 前 아나운서

## 타이틀 변천사
| 기수 | 타이틀       | 방송 기간                           |
| ---- | ------------ | ----------------------------------- |
| 1기  | KBS 2TV 뉴스 | 1987년 3월 1일 ~ 1997년 10월 19일   |
| 2기  | KBS 뉴스     | 1997년 10월 20일 ~ 2004년 12월 31일 |

## 관련 프로그램
- KBS 아침뉴스타임
- 지구촌 뉴스
- KBS 뉴스타임 (주말)